# After Crying
Gli After Crying sono una progressive rock band ungherese, attiva dal 1986.

## Formazione (2023)
(Hungarian names: Family names first)
- Bátky, Zoltán (lead vocal, member since 2002)
- Egervári, Gábor (flute, narration, texts and thoughts, live sound, founding member)
- Erős, Csaba (piano, keyboards, member since 2011)
- Horváth, András Ádám (guitars, samples, member since 2012)
- Madai, Zsolt (drums, percussion, vibraphone, member since 1998)
- Pejtsik, Péter (composition, orchestration, cello, bass guitar, vocals, founding member)
- Winkler, Balázs (composition, orchestration, trumpet, keyboards. First appeared 1990-1991, regular member since 1992)

## Discografia
- 1989 - Opus 1 (cassette)
- 1989 - 1989 (cassette)
- 1990 - Overground Music
- 1991 - Koncert 1991 (cassette)
- 1992 - Megalázottak és megszomorítottak
- 1994 - Föld és ég
- 1996 - De Profundis
- 1996 - Első évtized
- 1997 - 6
- 1998 - Almost Pure Instrumental
- 2000 - Struggle for Life
- 2000 - Struggle for Life - essential
- 2001 - Bootleg Symphony
- 2003 - Show
- 2011 - Creatura